# HMS Lookout (G32)
Pour les autres navires du même nom, voir HMS Lookout.
Le HMS Lookout est un destroyer de classe L en service dans la Royal Navy pendant la Seconde Guerre mondiale.
Sa quille est posée le 23 novembre 1938 au chantier naval Scotts Shipbuilding and Engineering Company de Greenock, en Écosse. Il est lancé le 4 novembre 1940 et mis en service le 30 janvier 1942 sous le commandement du lieutenant commander Cecil Powis Frobisher Brown.

## Historique
Lors de sa mise en service, le Lookout est équipé d’un système de radiogoniométrie et d’un radar type 290. Il s’entraîne à Scapa Flow et rejoint la Home Fleet en mars 1942. Du 4 mars au 11 mars 1942, il participe à une recherche infructueuse du Tirpitz au large des côtes de la Norvège. Son groupe comprenait notamment navires Renown, King George V et Duke of York.
Il répare quelques défauts de fabrication dans la Clyde avant de prendre l’escorte du convoi WS 17, arrivant à Freetown le 6 avril 1942. Il est alors affecté à la force F chargé de la capture de Diego Suarez. Il appareille de Freetown le 9 avril 1942 et arrive à Durban le 22 avril 1942 avec ses sisters-ships Lightning et Laforey. Il fait partie de l’écran du Ramillies chargé de couvrir l’invasion de Diego Suarez du 25 avril au 8 mai 1942.
Après la capture de l’île, reste dans le secteur pendant un mois avant d’être rattaché à l’Eastern Fleet. Il va ensuite retourner à Gibraltar via Le Cap et ainsi opérer avec la Force H du 10 août au 30 septembre 1942. En août 1942, le Lookout participe à l'opération Pedestal. Il escortait le porte-avions Eagle lorsqu'il fut torpillé le 11 août ; il mena une contre-attaque infructueuse avec le Charybdis avant de recueillir 927 survivants en compagnie du remorqueur Jaunty, les déposant à Malte et en transférant 500 autres à bord du Venomous. Il est ensuite détaché avec les Charybdis, Somali et Lightning pour assister le porte-avions Indomitable après avoir été touché par des bombardiers en piqué.
Il va ensuite escorter le Nelson vers Gibraltar. Le Lookout va ensuite assurer pendant le reste de son service à Gibraltar un service d’escorte de la Flotte et de convois. Cela va inclure l’escorte du Malaya vers le Royaume-Uni et son retour vers Gibraltar en escortant le Rodney. Arrivant à Gibraltar le 29 octobre 1942, il prend part à l'opération Torch.
Pendant le premier trimestre de 1943, il continue à assurer des missions d’escortes, secourant le 6 février trois officiers et 57 membres d’équipages de la corvette canadienne HMCS Louisburg, coulé par une torpille aérienne au large d’Oran. En mai 1943, Lookout prend part à l’opération Retribution et appareille de Bone le 9 avec l'Eskimo et la 57e division. Lors de leur transit, le groupe est attaqué sans succès par des Ju 88. Le 13 mai, le Lookout localise un petit bateau à 10 milles au nord-est de l'île Plane, en Tunisie. Treize Allemands et un Italien sont capturés. Le 22 mai, Lookout établi un contact radar avec le transport auxiliaire italien Stella Maris. En compagnie du Laforey, le Lookout tire 24 obus de 4,7 pouces, coulant avec succès le navire italien.
Le Lookout est à Gibraltar pour des réparations au niveau de ses machines du 23 mai au 5 juin 1943.
Il prend ensuite part à l'occupation de l’île de Pantellaria du 8 au 11 juin 1943, le débarquement de Sicile le 10 juillet 1943 et le débarquement de Salerne le 9 septembre 1943, bombardant des positions de tir allemandes au soutien de la 56e division. Il effectue des missions de bombardement jusqu’au 15 septembre et de nouveau après le 25 septembre. Le 13 octobre 1943, les Lookout, Laforey et la canonnière néerlandaise Flores effectuait une mission bombardement côtier au nord du fleuve Volturno quand ils furent attaqués par 8 chasseurs-bombardiers, le Lookout étant légèrement endommagé par des éclats. Il regagne ensuite Malte pour des réparations.
Il est basé depuis Malte de mai à septembre 1943 et à Naples jusqu’en novembre 1943. Le 13 novembre, il est pris en charge par l’arsenal de Tarente pour une refonte qui va durer jusqu’au 24 juillet 1944 à cause de graves avaries au niveau de la propulsion. Il reprend le service le jour-même sous le commandement du lieutenant commander Derick Hetherington, affecté à la 14e flottille de destroyers. Après un court entraînement, le Lookout participe à l’opération Dragoon, participant ensuite à des missions de soutien. Le 25 août 1944, il tire 411 obus de 120 mm sur la péninsule de Saint-Mandrier-sur-Mer.
Le Lookout va ensuite supporter les opérations de la 8e armée le long des côtes de l’Adriatique, notamment le bombardement de Rimini à la mi-septembre 1944. Du 11 au 12 octobre 1944, il bombarde en compagnie du Loyal des cibles dans la région de Cesenatico. Lorsque le Loyal fut victime d’une mine, le Lookout le prit en remorque et le ramena au port.
Il opéra ensuite en Méditerranée centrale pour le restant de la guerre, effectuant une mission de bombardement de la région de Sanremo le 15 janvier 1945 et le long de la frontière franco-italienne le 18-19 janvier 1945. Le 18 mars 1945, lors d’une patrouille au large de la Corse en compagnie du Meteor, il intercepta les torpilleurs de la 10e flottille (TA24, TA29 et TA32) engagés dans une mission de mouillage de mines dans la mer Ligurienne. Les navires britanniques vont couler les TA29 et TA24 et recueillir 244 survivants, dans cet affrontement appelé bataille de la mer Ligure.
Du 24 au 25 avril 1945 le Lookout, accompagné des Montcalm et Dugay-Trouin, bombarde des bases allemandes sur la Riviera méditerranéenne.
Après la fin de la guerre, le Lookout visite des ports autour de la Méditerranée avant de quitter Gibraltar le 19 octobre 1945 pour Plymouth pour y être désarmé. Il est versé dans la réserve B à Devonport le 18 décembre 1945. Le 31 octobre 1947, il est rayé des listes, et le 6 janvier 1948 (ou le 9 mars 1948 selon une autre source) vendu à la British Iron & Steel Corporation (BISCO) et démoli par la société John Cashmore Ltd à Newport (Monmouthshire).
Lors de son service pendant la guerre, le Lookout a été décoré de huit honneurs de bataille.
Le salon des cadets de la marine de Burnley est appelé le « Lookout Lounge » en mémoire du navire et de son équipage. Le musée de Greenock en Écosse présente un modèle du Lookout (G32).